# Károly Csáky

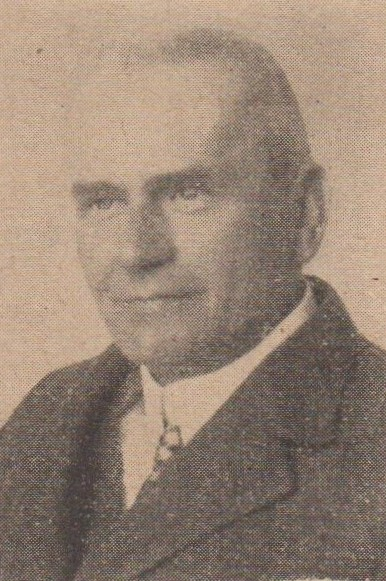
Károly Csáky, 1927

Károly Graf Csáky von Körösszeg und Adorján (* 10. April 1873 in Mindszent, Komitat Szepes, Königreich Ungarn, heute Slowakei; † 30. April 1945 in Budapest) war ein ungarischer General der Kavallerie und Verteidigungsminister (1923–1929).

## Leben
Csáky wurde als Sohn des Ministers und Hofbeamten Albin Csáky geboren. Nach Besuch der Ludovika-Akademie und des höheren Offizierslehrkurses an der Militärakademie in Wien wurde Csáky Mitglied im Generalstab. Ab 1907 war er Lehrer an der Honvéd-Reitschule und wurde später Inspektor der Kavallerie im Generalstab des k.u. Honvédministeriums. Nachdem er im Ersten Weltkrieg an der Russlandfront gekämpft hatte, wurde er 1914 verletzungsbedingt ins Honvédministerium versetzt. Von 1917 war er erneut bis Ende des Krieges an der Front, diesmal in der Bukowina, und wurde 1919 pensioniert. Vom 28. Juni 1923 bis 10. Oktober 1929 war Csáky im Kabinett von István Bethlen Verteidigungsminister und drängte während seiner Amtszeit auf die Beendigung der Kontrollen durch die Alliierte Militärkommission. Später war er Mitfinanzierer der paramilitärischen Heimwehr in Österreich und von 1925 bis 1930 Parlamentsabgeordneter der Einheitspartei (ung. Egységes Párt).